# 大仁路 (岡山區)
大仁路（Daren Rd.）為高雄市岡山區的南北向道路，北起於嘉新東路，南止於介壽東路口續接和平路，本道路共分成三個部份，大仁北路2巷及岡燕路為分段點，是岡山竹圍地區的主要道路之一。

## 行經行政區域
- 岡山區

## 沿線設施
（由北至南）
- 大仁路：
  - 萊爾富岡山仁貴店
  - 中華郵政岡山大仁郵局
  - 7-ELEVEN仁富門市
- 大仁北路：
  - 高雄市岡山區竹圍國民小學
  - 全聯福利中心岡山大仁店
  - 高雄市政府警察局岡山分局壽天派出所
  - 小北百貨高雄大仁店
  - 7-ELEVEN仁東門市
  - 岡山和平公園
  - 岡山碧紅宮
- 大仁南路：
  - 岡山區農會後紅辦事處
  - 高雄市立岡山國民中學
  - 岡山雷王府
  - 7-ELEVEN程香門市
  - 阿公店溪

## 公共自行車
- 高雄市公共自行車租賃系統：
  - 竹圍國小：大仁北路/竹圍北街(東北側)
  - 岡山和平公園：大仁北路/大全街(東南側)
  - 河堤大仁南路口：河堤路一段/大仁南路(東北側)

## 相關連結
- 高雄市主要道路列表